# Planpincieux
Planpincieux est un hameau de Courmayeur, situé dans le moyen Val Ferret, à 4,34 kilomètres du chef-lieu communal, en dessous du glacier du même nom.

## Refuges et bivouacs
Planpincieux représente le point de départ pour les refuges suivants :
- Refuge des Grandes Jorasses (ou Boccalatte), 2803 m. - point de départ pour la voie normale des Grandes Jorasses ;
- Bivouac E. Canzio, 3810 m. - que l'on peut atteindre soit par le refuge des Grandes Jorasses, soit par le refuge Torino. Peu fréquenté, il représente un point d'appui sur les cols des Grandes Jorasses.

## Ascensions
Planpincieux est le point de départ pour la voie normale, c'est-à-dire celle du sud, des Grandes Jorasses, ou pour beaucoup d'autres sommets de la même chaîne.

## Sources
- (it) Cet article est partiellement ou en totalité issu de l’article de Wikipédia en italien intitulé « Planpincieux » (voir la liste des auteurs).